# Chiré-en-Montreuil
Chiré-en-Montreuil är en kommun i departementet Vienne i regionen Nouvelle-Aquitaine i västra Frankrike. Kommunen ligger i kantonen Vouillé som tillhör arrondissementet Poitiers. År 2022 hade Chiré-en-Montreuil 923 invånare.

## Befolkningsutveckling
Antalet invånare i kommunen Chiré-en-Montreuil
| Referens: INSEE |